# تکه (نهاوند)
روستای تکه در ۸ کیلومتری شهر نهاوند قرار دارد. این روستا بعد از روستای کوهانی در ابتدای روستای جهان‌آباد جاده ایی آسفالته به سمت جنوب وجود دارد که این جاده بعد از طی مسافت اندکی روستای فیازمان را پشت سرگذاشته و اندکی بعد وارد روستای تکه می‌شویم.
در لغتنامه مرحوم دهخدا از روستای تکه به معنی تکوین و تکویر و روستایی در حال رشد نام برده شده است. در مورد گذشته دور این روستا اطلاعات چندانی در دست نیست، ولی روستای جدید حدود ۲۰۰ سال قدمت دارد. 
```
همچنین چندین درخت کهن سال توت در پایین روستا حکایت از تاریخ کهن روستا می باشد، اما روستای تکه به دلیل وقوع چندین زلزله سخت، تخریب شده است که اخرین بار آن در سال ۱۳۳۶ اتفاق افتاد و این روستا تا ۹۰ درصد تخریب شد.
```

گفتنی است روستای تکه بر روی یک گسل فعال زلزله قرار دارد.
```
به گفته رئیس سابق میراث فرهنگی گردشگری و صنایع دستی شهرستان  نهاوند مرحوم علی جعفری، با توجه به کشف اسکلت و ظروف سفالی در پایین روستا قدمت تکه به دوران قبل از اسلام  و حدود ۲۰۰۰ سال قبل برمی گردد.
```

```
طایفه سهرابی، ظفری و پیرزادی از مهم‌ترین طوایف روستا هستندکه طایفه سهرابی بومی روستا بوده و طایفه پیرزادی حدود ۵۰ سال پیش از روستای مگستان بروجرد به شهر بروجرد و روستای تکه مهاجرت کردند.
```

هلو و سیب و گردو و بادام و انگور تکه از مرغوب‌ترین نوع آن در ایران است.
```
مالک این روستا در دوران قاجار شخصی به نام  مهدی مولوی بود که یکی ازروحانیون وبزرگان شهر بوده است، اما مرحوم مولوی که اهل ذوق وعرفان ومردمدار وباایمان بوده بعدها در یک توطئه توسط همایون میرزا ویا محمود میرزا شاهزاده قاجاری که حاکم نهاوند  بوده اند به قتل رسید.
```

```
همچنین در سال ۱۳۳۸ اولین حمام در این روستا ساخته شد.
```

ناگفته نماند که در دهه ۱۳۲۰ بارها روستای تکه مورد غارت یاغی ها ونیروهای اجنبی روسی قرار گرفت.

## جمعیت
جمعیت این روستا طبق سرشماری سال ۱۳۹۵ برابر با ۷۵۴ نفر (۲۲۱ خانوار) بوده‌است.

## وضعیت روستا
این روستا زمانی به بیشه‌های بسیار زیبایی معروف بود که اینک آثاری از ان وجود ندارد. چندین سال پیش در روستای دره ابراهیم که اندکی از تکه بالاتراست امامزاده ای کشف شد که این امر موجب شد تکه و دو سه روستای دیگر که سر راه این امامزاده بودند، دارای امکانات خوبی بشوند. آسفالت جاده و آب لوله‌کشی و بیش از ۱۴سال است که گازکشی وارد روستا شده و تقریباً از تمام امکانات شهری بهره‌مند می‌باشد.
تکه از شرق به روستای شعبان و بیان، از غرب به روستای بابارستم، از جنوب به روستای دره ابراهیم و قلعه، و از شمال به روستای فیازمان منتهی می‌شود.
این روستا به علت اینکه در دامنه کوه گرین واقع شده از آب و هوای مطلوبی برخوردار است و در گرمترین روز تابستان برف بروی قله کوه گرین مشاهده می‌شود. شغل اکثر مردم روستا کشاورزی و باغداری و دامداری است؛ که طبق رسم دهه اخیر جوانان بعد از ازدواج کمتر مقیم روستا می‌مانند و به شهرهای دور و نزدیک مهاجرت می‌کنند. با این حال تکه از معدود روستاهای منطقه است که رشد منفی جمعیتی ندارد.

## طوایف معروف
طایفه سهرابی بنیانگذار روستای تکه بوده وتوسط حاج مومنعلی سهرابی وبرادزاده اش پبرزاد سهرابی این روستا بنانهاده شده وظفری و پیرزادی از مهم‌ترین طوایف روستا هستندکه طایفه ظفری بومی روستا بوده و طایفه پیرزادی حدود ۵۰ سال پیش از روستای مگستان بروجرد به شهر بروجرد و روستای تکه مهاجرت کردند. و مردم این روستا به زبان لری نهاوندی سخن می‌گویند و لر هستند
بزرگ خاندان پیرزادی یعنی حاج رضا خان پیرزادی
بعد از جنگ ایران و عراق به همراه تعدادی از اعضا روستای مگسان علیا به شهر بروجرد مهاجرت کردند و در بروجرد ساکن شدند. حاج رضا خان پیرزادی فردی مؤمن، باتقوا، خییر و انقلابی بود که توسط ساواک دستگیر و پس از شکنجه بسیار، بیمار شد و بعد از چند سال درگذشت.
یکی دیگر از بزرگان خاندان پیرزادی در روستای تکه حاج علیمرادخان بود و در سال ۱۳۸۰ درگذشت.

## محصولات
هلو و سیب و گردو و بادام و انگور تکه از مرغوب‌ترین نوع ان در ایران است.